# Shiojiri
Shiojiri (Japans: 塩尻市, Shiojiri-shi) is een stad in de prefectuur Nagano op het Japanse eiland Honshu. De stad heeft een oppervlakte van 290,13 km² en had in 2007 ongeveer 68.000 inwoners.

## Geschiedenis
Seba, later opgegaan in Shiojuri, was een station (宿場町, Shukuba-machi) aan de Nakasendō (de weg door het centrale gebergte, in tegenstelling tot de kustweg Tōkaidō) in de Edoperiode.
- Op 1 april 1959 werd het dorp Shiojiri een gemeente (machi).
- Shiojuri werd op 1 april 1959 een stad (shi) na samenvoeging met de dorpen Kataoka, Hirooka, Munaga en Chikumachi.
- Op 1 april 1960 droeg de stad het Kitauchida gebied over aan Matsumoto.
- Shiojiri lijfde op 28 juni 1961 het dorp Araiba in.
- Op 1 april 1982 stond de stad delen van Araiba (de oostkant van de luchthaven) af aan Matsumoto.
- Op 1 april 2005 lijfde Shiojiri het dorp Narakawa (district Kiso) in.

## Verkeer
Shiojuri ligt aan de Chūō-hoofdlijn, de Shinonoi-lijn en de Tatsuno-lijn van de East Japan Railway Company.
Shiojuri ligt aan de Nagano-autosnelweg en aan de autowegen 19, 20 153 en 361.

## Stedenband
Shiojuri heeft een stedenband met
- Mishawaka, Indiana, V.S.

## Bezienswaardigheden
In Shiojiri liggen de ruïnes van Hiraide, met 47 gebouwen een van de drie grootste archeologische locaties in Japan met vondsten van de Jōmon-periode tot de Heian-periode (ca. 10.000 voor Chr. - 1185 na Chr.)

## Aangrenzende steden
- Matsumoto
- Okaya
- Ina